# Mausoleopsis clouei
Mausoleopsis clouei är en skalbaggsart som beskrevs av Blanchard 1850. Mausoleopsis clouei ingår i släktet Mausoleopsis och familjen Cetoniidae. Inga underarter finns listade i Catalogue of Life.